# Jednostka Wojskowa Komandosów
Jednostka Wojskowa Komandosów, сокращённо JWK (с пол. — «Войсковая часть Коммандос») — спецподразделение вооружённых сил Польши, до 2011 года известное как 1-й специальный полк коммандос. Дислоцируется в городе Люблинец, ведёт свою историю с 1957 года. Организационно состоит в структуре сил специальных операций Войска Польского и подчиняется непосредственно командующему силами специального назначения .
В формировании и обучении подразделения участвовали специалисты стран НАТО (США и Великобритания); личный состав подготовлен к решению широкого круга тактических задач: партизанским действиям, ведению разведки, организации спасательно-поисковых мероприятий, рейдов, налётов и засад, проведению диверсионно-подрывных, и контр-террористических операций и т.п.

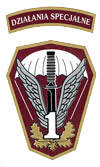
Эмблема 1-го специального полка коммандос

## История
- август 1957 год: приказом бригадного генерала Хоха в составе 6-й поморской воздушно-десантной дивизии (пол. 6 Pomorska Dywizja Powietrznodesantowa) была создана разведывательная рота, которая размещалась в районе Воля Юстовска (Краков).
- 1 октября 1961 года: приказом начальника генерального штаба Войска Польского на основе разведроты была развёрнута самостоятельная воинская часть №4101, которая получила название 26-й диверсионно-разведывательный батальон (пол. 26 Batalion Dywersyjno–Rozpoznawczy).
- май 1964 года: батальон передислоцирован из под Кракова в Дзивнув. 8-го числа этого же месяца батальон был переименован в 1-й отдельный штурмовой батальон[пол.] (пол. 1 Samodzielny Batalion Szturmowy).
- 1968 год: 1-й штурмовой батальон принимал участие в Операции «Дунай» в Чехословакии, основные его силы при этом размещались в городе Градец-Кралове.
- 28 декабря 1968 года: батальон вернулся в место своей постоянной дислокации (Дзивнув).
- май 1986 года: батальон передислоцирован в город Люблинец (Верхняя Силезия)
- 8 октября 1993 года: на базе батальона был сформирован 1-й специальный полк (пол. 1 Pułk Specjalny Komandosów); впоследствии эта дата стала полковым праздником.
- декабрь 1995 года: полк получил новое боевое знамя и получил новое имя 1-й специальный полк Коммандос.
- 15-28 октября 2010 года: личный состав подразделения принимал участие в совместных польско-индийских учениях «Коготь тигра 1»
- осень 2011 года: в 50-летие формирования полк переименован в Войсковую часть Коммандос (пол. Jednostka Wojskowa Komandosów).

## Организационная структура
Подразделение включает в себя:
- командование и штаб,
- подразделение поддержки и командования
- специальный батальон A,
- специальный батальон B,
- специальный батальон C,